# Biesenthal
Biesenthal là một thị xã ở huyện Barnim trong Brandenburg in Đức. Đô thị này có diện tích 60,48 km², dân số thời điểm ngày 31 tháng 12 năm 2006 là 5621 người. Đô thị này có cự ly 31 km về phía đông bắc của Berlin.
Trong thời kỳ World War II, một trại tập trung Nazi nằm ở đây.